# فضة إسترلينية

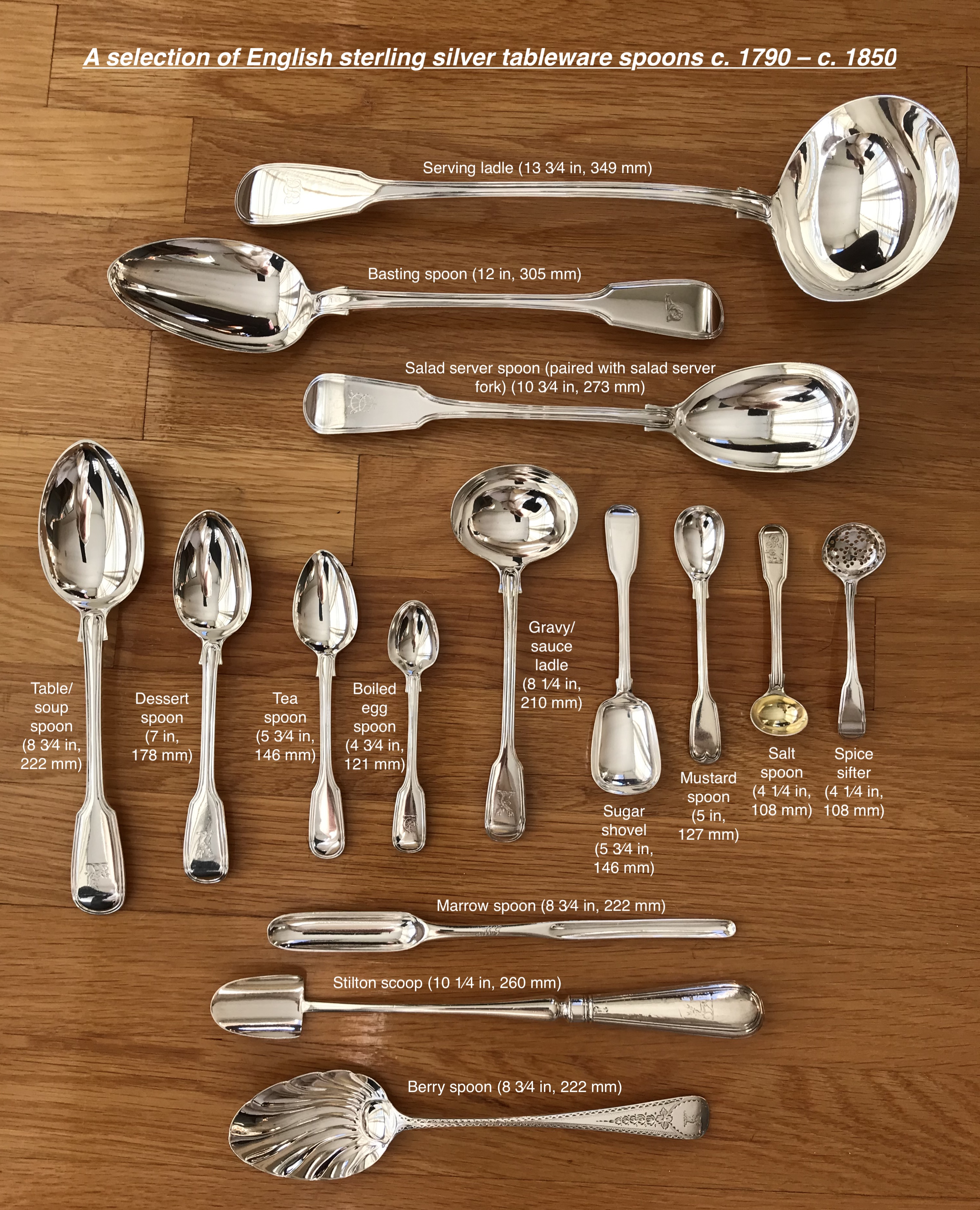
مجموعة مختارة من ملاعق المائدة الفضية الإنجليزية الإسترلينية

الفضة الإسترلينية هي سبيكة من الفضة التي تحتوي على 92.5٪ من الكتلة من الفضة و 7.5٪ من الكتلة من المعادن الأخرى، وعادة النحاس. الفضة الإسترلينية الحد الأدنى من صفائها هو من 925.